# 우치다 가즈오
우치다 가즈오(일본어: 内田 一夫, 1962년 4월 18일 ~ )는 일본의 축구 감독이다.

## 지도자 경력
2010년 방포레 고후의 감독으로 취임하였다. 2010년 J2리그 준우승으로 J1리그로 승격하였다. 2011년 괌 국가대표팀의 감독으로 취임하였다.